# 雁南街道
雁南街道，是中华人民共和国甘肃省兰州市城关区下辖的一个乡镇级行政单位。

## 行政区划
雁南街道下辖以下地区：
雁宁路社区、滩尖子社区、大雁滩社区、沙洼河社区、张苏滩社区、天庆嘉园社区、张苏滩村、滩尖子村、大雁滩村和沙洼河村。